# Anthony D. Smith
Pour les articles homonymes, voir Smith.
Anthony David Stephen Smith est un sociologue britannique né le 23 septembre 1939 et mort le 19 juillet 2016. Spécialiste des études sur le nationalisme, il est à la fin de sa carrière professeur à la London School of Economics.
Il est le premier président de l'Association for the Study of Ethnicity and Nationalism.

## Biographie
Anthony D. Smith fait des études de philosophie à l'université d'Oxford puis se spécialise en sociologie à la London School of Economics, où il présente sa thèse.

## Ouvrages
- 1971 , Theories of Nationalism  (ISBN 0-7156-0584-4) (2ème ed., 1983)
- 1981  , The Ethnic Revival in the Modern World  (ISBN 978-0-5212-3267-8)
- 1983  , State and Nation in the Third World  (ISBN 978-0-7108-0199-9)
- 1986  , The Ethnic Origins of Nations  (ISBN 0-631-15205-9)
- 1991  , National Identity  (ISBN 0-14-012565-5)
- 1995  , Nations and Nationalism in a Global Era  (ISBN 0-7456-1018-8)
- 1998  , Nationalism and Modernism  (ISBN 0-415-06340-X)
- 1999  , Myths and Memories of the Nation  (ISBN 978-0-19-829684-3)
- 2000  , The Nation in History  (ISBN 0-7456-2580-0)
- 2003  , Chosen Peoples: Sacred Sources of National Identity,  (ISBN 0-19-210017-3)
- 2004  , The Antiquity of Nations  (ISBN 0-7456-2745-5)
- 2008  , The Cultural Foundations of Nations: Hierarchy, Covenant and Republic  (ISBN 1-4051-7798-5)
- 2009  , Ethno-symbolism and Nationalism: A Cultural Approach  (ISBN 978-0-415-49798-5)